# Кричильська сільська рада
Кричи́льська сільська́ ра́да — колишній орган місцевого самоврядування в Сарненському районі Рівненської області. Адміністративний центр — село Кричильськ.

## Загальні відомості
- Кричильська сільська рада утворена в 1939 році.
- Територія ради: 106,128 км²
- Населення ради: 3 566 осіб (станом на 2001 рік)
- Територією ради протікає річка Горинь.

## Населені пункти
Сільській раді були підпорядковані населені пункти:
- с. Кричильськ
- с. Поляна
- с. Убереж
- с. Угли

## Склад ради
Рада складалася з 20 депутатів та голови.
- Голова ради: Дорожко Микола Данилович
- Секретар ради: Стахнюк Людмила Опанасівна

### Керівний склад попередніх скликань
| Прізвище, ім'я, по батькові | Основні відомості                                                 | Дата обрання | Дата звільнення |
| --------------------------- | ----------------------------------------------------------------- | ------------ | --------------- |
| Токов Іван Никонович        | Сільський голова, 1965 року народження, безпартійний              | 26.03.2006   | 31.10.2010      |
| Дорожко Микола Данилович    | Сільський голова, 1964 року народження, освіта вища, безпартійний | 31.10.2010   |                 |

Примітка: таблиця складена за даними сайту Верховної Ради України

### Депутати
За результатами місцевих виборів 2010 року депутатами ради стали:

#### За суб'єктами висування
| Суб'єкт висування                                   | Кількість обраних депутатів | %  |
| --------------------------------------------------- | --------------------------- | -- |
| Самовисування                                       | 16                          | 80 |
| Народна партія                                      | 3                           | 15 |
| Політична партія Всеукраїнське об'єднання «Свобода» | 1                           | 5  |

#### За округами
| № округу                                            | Прізвище, ім'я, по батькові   | Дата визнання обраним | Освіта             | Партійна приналежність | Відомості про обраного депутата                             |
| --------------------------------------------------- | ----------------------------- | --------------------- | ------------------ | ---------------------- | ----------------------------------------------------------- |
| Народна Партія                                      |                               |                       |                    |                        |                                                             |
| 14                                                  | Бородавко Федір Ілліч         | 04.11.2010            | середня            | позапартійний          | тимчасово не працює                                         |
| 15                                                  | Бородавка Анатолій Вікторович | 04.11.2010            | вища               | позапартійний          | Кричильське лісництво Сарненського ДСЛГП, майстер лісу      |
| 16                                                  | Бовкун Галина Михайлівна      | 04.11.2010            | середня спеціальна | позапартійна           | Кричильська сільська рада, землевпорядник                   |
| Політична партія Всеукраїнське об'єднання «Свобода» |                               |                       |                    |                        |                                                             |
| 20                                                  | Тотовицький Сергій Сергійович | 04.11.2010            | середня            | позапартійний          | Углянська загальноос-вітня школа І ст., технічний працівник |
| Самовисування                                       |                               |                       |                    |                        |                                                             |
| 1                                                   | Кика Микола Антонович         | 04.11.2010            | середня спеціальна | позапартійний          | приватний підприємець                                       |
| 2                                                   | Шахно Михайло Опанасович      | 04.11.2010            | вища               | позапартійний          | тимчасово не працює                                         |
| 3                                                   | Токов Іван Никонович          | 04.11.2010            | вища               | позапартійний          | Кричильська сільська рада, голова                           |
| 4                                                   | Сорока Микола Миколайович     | 04.11.2010            | середня            | позапартійний          | Кричильська сільська рада, водій пожежної машини            |
| 5                                                   | Новак Анатолій Андрійович     | 04.11.2010            | вища               | позапартійний          | Кричильська загальноос-вітня школа І-ІІІ ст., вчитель       |
| 6                                                   | Сорока Марія Михайлівна       | 04.11.2010            | середня спеціальна | позапартійна           | тимчасово не працює                                         |
| 7                                                   | Шепель Юрій Іванович          | 04.11.2010            | середня спеціальна | позапартійний          | тимчасово не працює                                         |
| 8                                                   | Банацький Петро Іванович      | 04.11.2010            | середня спеціальна | позапартійний          | Кричильська загальноосвітня школа І-ІІІ ст., вчитель        |
| 9                                                   | Банацький Михайло Микитович   | 04.11.2010            | середня            | позапартійний          | Кричильський магазин «Все для дому», приватний підприємець  |
| 10                                                  | Чичива Марія Тимофіївна       | 04.11.2010            | вища               | позапартійна           | Кричильська загальноосвітня школа І-ІІІ ст., вчитель        |
| 11                                                  | Ніколайчук Надія Василівна    | 04.11.2010            | середня спеціальна | позапартійна           | Кричильська сільська рада, бухгалтер                        |
| 12                                                  | Стахнюк Людмила Опанасівна    | 04.11.2010            | середня спеціальна | позапартійна           | тимчасово не працює                                         |
| 13                                                  | Гоч Юрій Васильович           | 15.11.2010            | вища               | позапартійний          | Кричильська загальноос-вітня школа І-ІІІ ст., вчитель       |
| 17                                                  | Басистий Микола Данилович     | 04.11.2010            | середня спеціальна | позапартійний          | тимчасово не працює                                         |
| 18                                                  | Сорока Василь Мусійович       | 04.11.2010            | середня            | позапартійний          | тимчасово не працює                                         |
| 19                                                  | Питель Анатолій Федорович     | 04.11.2010            | середня спеціальна | позапартійний          | пенсіонер                                                   |

## Інфраструктура
Село Кричильськ:
- сільський Будинок культури на 500 місць
- ЗОШ І-ІІІ ст.
- амбулаторія сімейної медицини
- Великовербченське споживче товариство
- магазини продовольчих товарів № 4 та № 7
- кафе
- вісім приватних магазинів
- відділення зв'язку
- українська православна церква
- молитовний будинок общини ХВЄ
- публічно-шкільна бібліотека
- адміністративне приміщення сільської ради
- ветеринарна дільниця
- селянське-фермерське господарство «Горинь»
- сільськогосподарське приватне підприємство «Кричильське»

Село Поляна:
- ЗОШ І-ІІ ст.
- магазин змішаної торгівлі Великовербченського споживчого товариства
- приватний магазин
- фельдшерсько-акушерський пункт

Село Убереж:
- приватний ларьок

Село Угли:
- ЗОШ І ст.
- сільський клуб на 100 місць
- господарські приміщення СФГ «Горинь»